# Protreptique (Aristote)
Pour les articles homonymes, voir Protreptique.
Le Protreptique (du grec ancien : προτρεπτικός / Protreptikós) est le premier des traités de morale d'Aristote. Il a été écrit vers 353 av. J.-C.. Il s'agit d'une invitation à la philosophie et à la vie contemplative.

## Présentation générale

### Contenu
Le Protreptique tire son nom d'un mot grec signifiant discours persuasif, ou exhortation. Contrairement à la plupart des œuvres d'Aristote, il ne s'agit pas d'un traité technique, mais d'une lettre en forme d'exhortation. Ce genre littéraire était à la mode à l'époque de la rédaction de l’œuvre.
À l'époque de sa rédaction, Aristote âgé de 31 ans, est encore membre de l’Académie, fondée par son maître Platon. Il en est à la fois le disciple, et un assistant chargé de cours. Le Protreptique est l’un des dix-neuf ouvrages de cette période, dans lequel il s’oppose déjà à son maître, tout en adhérant à la théorie des Idées et à la thèse de la transcendance de l’âme.
L'ouvrage est une réflexion sur la vie bonne. Aristote soutient qu'il s'agit de la vie du philosophe, celui qui contemple la vérité dans une vie contemplative (βίος θεωρητικός / bios théorètikos). Il propose à ce titre un programme de vie et de formation platonicienne. L’ouvrage est le premier protreptique philosophique à poser la question de la finalité de l'éducation : vise-t-elle simplement à former l'individu à la vie pratique ?
Aussi, le Stagirite prescrit à Thémison les premiers principes d'un gouvernement juste, conforme à la philosophie politique de l’Académie. Il montre que l’accomplissement de la nature humaine ne se trouve ni dans les biens, ni dans le pouvoir, mais dans la pratique de la philosophie.
Le Protreptique, marqué par l’idéalisme tardif de Platon, représente l'ouvrage le plus important de tous ceux qu'Aristote écrivit avant la mort de son maître. Il présente des correspondances remarquables avec la future Éthique à Eudème.

### Style d'écriture
Dans la tradition des traités d'exhortation, le Protreptique est adressé, sous la forme d'une lettre, à un individu particulier et nommé. Il s'agit de Thémison, un prince de Chypre dont nous ne savons rien. Aristote affirme d'emblée que sa richesse et sa bonne réputation le prédisposent à philosopher.
La forme exhortative de lettre personnelle n'implique nullement le dialogue. Le Protreptique d’Aristote réalise la synthèse entre les préceptes de la sagesse exhortatoire tels qu'on les trouve dans le Gorgias ou le Phédon, et la forme apodictique du protreptique d'Isocrate intitulé Lettre à Nicoclès. Dans la droite lignée de son maître Platon, Aristote dénie la qualité d'art à la rhétorique, qui est considérée négativement comme l'appel aux passions et comme la technique du sophisme. Comme, pour Platon et Aristote, l’éducation et la formation de l’homme politique ne peut être fondée sur des exercices formels d'écriture et de discours, il était nécessaire d'écrire ce Protreptique sous une authentique forme philosophique.
Aristote profite ainsi du Protreptique pour répondre à la thèse sous-jacente de l’Antidosis d'Isocrate, selon laquelle la formation d'un homme d'Etat puisse se baser sur la rhétorique. Le Protreptique propose un programme pédagogique « fondé non pas sur la rhétorique, mais sur la philosophie entendue comme connaissance des principes premiers des choses et du véritable bien ». Cela n'empêche pas le Stagirite, dans le même temps, d'user de procédés de la rhétorique avec des chaînes de pensées sous la forme de syllogismes apodictiques, lorsque le résultat est vrai et bon, et conforme aux règles logiques. On trouve un tel procédé dans un passage resté fameux : « Ou bien il ne faut pas philosopher, ou bien il faut philosopher ; s'il faut philosopher, alors il faut philosopher ; et s'il ne faut pas philosopher, pour montrer qu'il ne faut pas philosopher, il faut encore philosopher ! par suite, en tous les cas, nous devons philosopher »,.

### Historique de publication
À l'instar d'une majorité des œuvres d'Aristote, le Protreptique est aujourd'hui en grande partie perdu. Nous en possédons des fragments notables, évalués à un tiers de l’œuvre. Des passages ont pu être reconstitués lorsque, en 1869, l’helléniste britannique Ingram Bywater reconnut que de longs passages du Protreptique se retrouvaient dans l'ouvrage homonyme publié par Jamblique au début du IVe siècle après J.-C,. Ces extraits figuraient par ailleurs chez Cicéron, saint Augustin, Proclus et Boèce.
Une reconstitution du Protreptique ne fut toutefois pas aisée, car Jamblique avait, dans son ouvrage, simplifié, transformé ou fortement résumé ce qu'Aristote avait écrit. Le traité du néo-platonicien était en effet destiné aux débutants en philosophie. Les travaux de Werner Jaeger permirent, en 1923, de monter une analyse comparée et rigoureuse des fragments, et ainsi de reconstituer l'ouvrage et la pensée propre d'Aristote dans son Protreptique.

## Résumé

### Chapitre 1: prologue
Aristote ouvre sa lettre à Thémison en rappelant que la richesse n'a pas de valeur en soi, et que le bonheur réside dans la manière dont on dispose de ce que l'on a. Le Stagirite s'attaque à l'idée selon laquelle la richesse, avec sa manifestation extérieure, fait le bonheur et donne de la valeur à un individu. La vertu réside d'autant moins dans la richesse que « la surabondance enfante l'insolence », et que « le manque d'éducation joint à de grands moyens engendre la folie ». Il est donc nécessaire de philosopher pour avoir une âme grande.

### Chapitre 2: pourquoi il faut philosopher
La philosophie, en tant qu'amour de la sagesse, nous permet d'étudier et de mener des recherches sur toute chose. C'est de là que vient la sagesse. La philosophie amène à définir ; or, c'est bien en connaissant les définitions des mots qu'« il est possible de démolir la position soutenue par l'adversaire ».
Aristote donne un exemple : si quelqu'un dit que la philosophie n'est pas nécessaire à la vie, nous pouvons répondre que si philosopher veut dire chercher, et que cherche est le propre de l'homme, alors l'homme philosophe nécessairement. Il est donc impossible de soutenir que la philosophie est une activité superflue.
Aristote revient sur les différents types de sciences. Les sciences poiétiques « produisent chacune des commodités de la vie ». Mais il existe une science, la philosophie, qui est la seule à avoir « la rectitude du jugement, qui use de la raison et qui contemple le bien dans sa totalité ».

### Chapitre 3: la philosophie est l'accomplissement naturel de l'homme
Imitant Platon, Aristote rappelle que les choses peuvent être engendrées ou bien par la nature, ou bien grâce à un art (une technique), ou bien grâce au hasard. Ce qui est engendré par le hasard n'est pas engendré en vue d'un but (il n'y a pas de cause finale). Les choses qui sont engendrées par l'art (c'est-à-dire la technique de production) accomplissent un but poursuivi, tout comme la nature dispose d'une finalité immanente.
Le philosophe rappelle sa position : ce n'est pas la nature qui imite l'art, mais l'art qui imite la nature.. L'art existe « pour aider et compléter ce que la nature a négligé ».
Toutes les choses engendrées le sont en vue de leur accomplissement. L'âme est l'accomplissement de l'humain. La sagesse est la dernière chose à être engendrée chez les hommes, ce qui justifie les droits qu'ont les anciens. Cela doit nous inciter à acquérir la sagesse, car cela est notre fin : Pythagore lui-même a dit que nous avons été engendré « pour contempler le ciel », et Anaxagore avait eu la même réponse.

### Chapitre 4: selon la nature elle-même, la philosophie est l'activité la plus digne d'être choisie par les hommes
La nature ne fait rien au hasard, énonce Aristote. Or, le corps et l'âme sont dans un rapport de subordination : le corps, partie inférieure, existe au service du supérieur, l'âme. Cela signifie que la partie irrationnelle, le corps, existe en vue de servir la partie rationnelle, l'âme, c'est-à-dire l'intellect. Aristote conclut que c'est « en vue de l'intellection et de l'intelligence que toute chose est digne d'être choisie par les hommes ».
Aristote affirme que, parmi les pensées, celles qui ont trait à la contemplation pure sont supérieures à celles qui ont une utilité. L'intelligence est d'autant plus supérieur qu'elle rend libre, or « ce qui est libre est supérieur à ce qui ne l'est pas ».

### Chapitre 5: la philosophie est possible
Nous sommes capables d'apprendre les sciences qui traitent de ce qui est juste, profitable et vrai. La science a pour objet « le déterminé et l'ordonné », ainsi que les causes plutôt que les effets. Il est nécessaire, pour philosopher, d'avoir une sagesse des causes et des éléments. Les choses qui en procèdent, en effet, sont inférieures, car elles ne sont pas au nombre des réalités suprêmes.

### Chapitre 6: la philosophie est le plus grand des biens
La philosophe est le plus grand des biens. Cela est évident : celui qui doit gouverner doit être « le plus sérieux et le meilleur par nature » ; et le meilleur gouverneur est celui qui édicte les meilleurs lois ; or, comment savoir quelle est la meilleure loi si on n'est pas sage ? Le sage est celui qui sait ce qui est bien et bon.
Être sage est intéressant à deux titres : connaître les choses en soi est digne de l'homme ; ensuite, parce qu'« il ne nous advient aucun bien qui ne soit pas accompli pars que nous ayons calculé et œuvré conformément à la sagesse ».

### Chapitre 7: la philosophie est avantageuse en soi
La sagesse ne doit pas être aimée en ce qu'elle est utile, quoiqu'elle puisse en effet l'être. Le souverain bien (ἄριστον), c'est d'aimer les choses pour elles-mêmes les choses qu'on aime, et non dans un but. Il serait ridicule de chercher un profit dans toute chose.

### Chapitre 8: la philosophie est aussi avantageuse pour la vie humaine
Les bons législateurs doivent avoir une bonne connaissance et expérience de la nature. Leur connaissance doit être plus grande encore que celle qu'ont les docteurs, car ces derniers ne s'intéressent qu'à la vertu du corps, là où l'homme politique s'occupe des vertus de l'âme de tous les citoyens.
La différence entre l'homme libre et l'esclave est que l'esclave souhaite vivre, sans vouloir vivre bien intellectuellement et moralement ; il suit les opinions du peuple ; il recherche toujours l'argent, sans prendre soin de ce qui est beau.

### Chapitre 9: la philosophie est facile à apprendre
Ceux qui philosophent, remarque Aristote, « ne reçoivent des hommes aucun salaire ». Pourtant, leur connaissance a « une grande avance » sur les autres arts et techniques. La philosophie a d'ores et déjà dépassé les autres disciplines, et « pris la tête de la course à l'exactitude ».
Le Stagirite considère aussi que « le fait que tout le monde s'y sente chez soi » et « veuille s'y consacrer en laissant tomber tout le reste » est un témoignage fort du plaisir de philosopher. De plus, la philosophie n'exige aucun instrument ou lieu particulier.

### Chapitre 10: la philosophie est, de toutes choses, la plus digne de choix
Aristote réaffirme le dualisme entre l'âme et le corps, la première gouvernant la deuxième. Une partie de l'âme est la raison, et conformément à la nature, c'est cette partie qui gouverne, quand c'est la nature qui gouverne le corps.
Dès lors que l'on postule que l'homme est un animal pensant, et que sa substance « est ordonnée conformément à la raison et à l'intelligence », alors on peut penser que l’œuvre de l'homme « n'est rien d'autre que la vérité la plus exacte et le jugement le plus vrai ». L'âme exécute son œuvre de vérité conformément à la science. L'accomplissement du souverain est la contemplation.
Les hommes utilisent leurs facultés sensibles pour recevoir des sensations. C'est par la sensation que la vie se distingue de l'absence de vie ; sans sensation, il ne vaut plus la peine de vivre. La sensation est par ailleurs une certaine connaissance, et parmi les sensations, c'est la vue « qui est nécessairement la plus digne de choix et la plus honorable ».
La connaissance humaine soit permise par la relation entre le niveau sensible et le niveau intellectuel. Leur interaction est la plus haute manifestation de la vie. Aristote met par ailleurs en œuvre sa distinction entre puissance et acte pour distinguer la vie en puissance (κατὰ δύναμιν) et la vie en acte (κατ’ ἐνέργειαν). Il définit savoir et comprendre comme d'une part appliquer notre savoir et considérer intellectuellement un objet, et d'autre part, posséder la compétence et avoir la science.

### Chapitre 11: c'est dans la philosophie que consiste le vrai bonheur
A ceux qui ont choisi de vivre une vie conforme à l'intelligence, c'est-à-dire à la quête du savoir, il revient de vivre aussi une vie avec un maximum de plaisir (ἥδιστον). Le plus vivant est celui qui utilise le plus ses facultés ; donc, celui qui est le plus vivant est celui qui pense correctement, a des jugements vrais. Cela exige d'exercer la sagesse, de contempler la vérité, et donc de s'adonner à la philosophie.
Aristote distingue la vie éveillée et la vie endormie. Les plaisirs sont présents chez le dormeur, mais moindres, car il voit des images erronées. L'âme ne peut être dans le vrai que dans l'activité, et les « visions du sommeil » ne sont « que simulacre et mensonge total ». Si le vulgaire craint la mort, c'est parce que l'âme fuit ce qu'elle ne connaît pas, qui est obscur et dépourvu de clarté ; alors qu'elle « poursuit naturellement ce qui est manifeste et connaissable ».

### Chapitre 12: conclusion et péroraison
« Les choses qui semblent grandes aux hommes », énonce Aristote, « ne sont toutes que de la peinture en trompe-l’œil ». Les honneurs et la gloire sont « pleins d'une futilité indescriptible » pour celui qui observe les réalités éternelles. Rien de divin et de bienheureux n'appartient aux hommes, « à part cette seule chose digne d'être prise au sérieux : ce qu'il y a en nous d'intelligence et de sagesse ». Aristote conclut : « Ainsi donc il faut philosopher, ou bien s'en aller d'ici-bas en disant adieu à la vie, puisque tout le reste paraît un amas de futilités et de frivolités ».
La politique philosophique est une science qui recherche des normes absolues (ὃροι), à la différence des arts (τέχναι). L’homme politique selon Aristote use de normes définies qu’il reçoit « de la nature elle-même et de la vérité », et à l’aune desquelles il juge ce qui est juste, noble, bon et avantageux,. Au contraire, la politique empirique fonde ses décisions sur les simples analogies de l'expérience. Face au riche et au puissant, Aristote personnifie la morale dans l'homme de bien, le σπουδαῖος ἀνήρ / spoudaïos anêr, et dans le sage, le φρόνιμος / phronimos : « Quelle règle des biens avons-nous, ou quelle norme plus exacte, que le phronimos ? ». Dans le Protreptique, le philosophe et le sage sont norme parce qu'ils connaissent la Nature universelle et le divin ; par la suite, dans l’Éthique à Nicomaque, Aristote, abandonnant le platonisme, considérera le sage comme norme parce qu'il connaît la fin de l'homme et le bien humain.
Le point de vue d’Ingemar Düring introduit certaines nuances par rapport à l'interprétation de Werner Jaeger : selon lui, il n'y aurait pas d'évolution fondamentale entre le premier et le dernier stade de la philosophie morale d'Aristote ; c'est l’individu autonome, le σπουδαῖος ἀνήρ, doué d’une intuition non rationalisable, non communicable, du bien et du mal, qui reste souverain. Mais cette autonomie de l’individu se heurte résolument à la norme reçue, selon le fragment 54 d’Aristote, par la révélation « de la nature et de la vérité », τῆς φύσεως αὐτῆς καὶ τῆς ἀληθείας, et des réalités premières absolues. L'hypothèse d'une autonomie morale créatrice selon Düring doit donc être, sinon rejetée, au moins largement limitée.

## Thèmes

### Phronèsiset vie bonne
Le Protreptique est un ouvrage influent dans le corpus aristotélicien car il s'agit de l'un des premiers dans lesquels Aristote pose les bases de sa propre philosophie, l'aristotélisme, rompant petit à petit avec son maître, Platon. Il se montre en accord avec lui concernant la valeur de la vie contemplative βίος θεωρητικός, et de ce que la connaissance a « la capacité [...] à élever celui qui la découvre au-delà de ce qu'il est permis aux autres hommes d'atteindre » ; mais à part de là, il construit son propre univers conceptuel. Il en est ainsi de la phronèsis (φρόνησις), connaissance théorique rationnelle et but unique de la vie.
L'homme qui possède la phronèsis, en effet, « contemple les parties les plus élevées de la réalité ». Aristote raccorde cela avec le platonisme, car dans théorie des Idées, il y a fusion de l'éthique et de l'ontologie : la vérité, l'être et la valeur coïncident dans le plus parfait objet de connaissance. Le philosophe, en même temps que, dans cette contemplation transcendante il aperçoit l'être éternel, il fait donc de cette contemplation le modèle de la volonté et de l'action. Car la phronèsis a deux fonctions, contemplative (θεορητική), elle jouit d’une vision béatifiante de la vérité, et impérative (ἐπιτακτική), elle dirige la conduite humaine selon les normes puisées dans la contemplation des Idées.
Être, connaissance et bien purs coïncidant, cette phronèsis peut recevoir dans le Protreptique une triple signification que le philologue berlinois Werner Jaeger a résumée en ces termes : « On peut l'interpréter comme la connaissance créatrice du bien pur par l'intuition interne de l'âme et en même temps comme une appréhension de l'être pur, et également comme la dérivation de l’activité valable et de la vraie connaissance à partir d'une seule et même puissance fondamentale de l’esprit ».

### La vie contemplative et la vie de l'homme d'action
Aristote relie également sa théorie de la quête de la connaissance et de la phronèsis à la question de la vie politique. Elle est d'autant plus importante que le Protreptique est dédié à un homme politique. Pour Aristote, la contemplation de l'être et du monde plus vrai vers lequel nous conduit la phronèsis implique l'abandon de tous les biens apparents du pouvoir, des possessions et de la beauté : « La force, la beauté et la stature sont des choses ridicules, sans aucune valeur ». Il s'en prend là au bel Alcibiade qui fut l'idole du IVe siècle av. J.-C. Ainsi, si l'on pouvait voir l'intérieur de ce corps tellement adulé « avec les yeux de Lyncée », on verrait une image horrible et répugnante,.
Il est possible qu'Aristote ait également cité Sardanapale comme le représentant de la vie de plaisir qui croit que le bonheur et les plaisirs des sens sont la même chose : Cicéron, citant Aristote, nous a conservé en effet à la fois l'épitaphe de Sardanapale et l’attaque pleine de verve contre la conception frivole de la vie qui s'y exprime. À l’opposé de ce représentant de la vie de plaisir, Aristote cite dans le Protreptique le représentant de la vie contemplative, Anaxagore, et sa réponse à ceux qui lui demandaient pourquoi vivre : « Afin de voir les cieux et ce qui s’y trouve, les étoiles, la lune et le soleil »,. Car Aristote montre que la vie par elle-même n'est pas le plus grand bien : « Il est totalement servile de désirer la simple vie au lieu de la vie bonne » (ἧ μὴν ἀνδραποδῶδές γε τοῦ ζῆν ἀλλὰ μὴ τοῦ ζῆν εὗ γλίξεσθαι). Le bonheur, identifié ici au « vivre bien », est constitué de la phronèsis, de la vertu (ἀρετή), et du plaisir (ἡδονή). Parmi les biens de l’âme (ou biens moraux et spirituels) constitutifs du bonheur, Aristote reprend les quatre vertus platoniciennes du courage, de la tempérance, de la justice et de la force, mais toutes le cèdent en dignité à la sagesse (phronesis).